# I centrum
I centrum är det fjärde studioalbumet av Bo Kaspers orkester, utgivet 28 september 1998.

## Låtlista
1. "Allt ljus på mig"
2. "En jävel vid mitt öra"
3. "Undantag"
4. "Cigarett"
5. "Vissa har det"
6. "Semester"
7. "Fyrarättersmål"
8. "Innan jag sa hej"
9. "Bröllopsresan"
10. "Finnas bättre till"
11. "Önska dig en stilla natt"

## Listplaceringar
| Lista (1998-2000) | Topplacering |
| ----------------- | ------------ |
| Norge             | 12           |
| Sverige           | 1            |